# Bowen-technika
A Bowen-technika lágy kötőszöveti technika, amely a test meghatározott pontjain, a felületi kötőszövet szintjén elvégzett precíz és finom mozdulatokból és ezek szekvenciáiból áll. A mozdulatok, szekvenciák közé szünetek vannak beiktatva. A módszer mögött húzódó elv, hogy a struktúra határozza meg a funkciót, lényege pedig egy nem specifikus feszültségoldás.
Az ún. „cross fiber” technikák közé sorolható (cross fiber: a rostlefutás irányára merőleges).
Nevét Thomas A. Bowen ausztrál manuálterapeutáról kapta. Ő formális tanulmányok nélkül, autodidaktaként képezte magát. Az általa kitalált módszert az 1950-es évektől kezdte alkalmazni.

## Története
Bowen nem volt része hivatalos orvosi képzésnek, és megközelítését „Isten ajándékának” nevezte. Osteopatának nevezte magát, és 1981-ben megpróbált csatlakozni az ausztrál csontkovácsok nyilvántartásához, de nem volt jogosult a cím megszerzésére. A kézi terápia engedély nélküli gyakorlójaként halt meg. Bowen 1973-ban hivatkozott arra, hogy képes „átlagosan 65 beteget naponta” elérni, de a ma általánosan alkalmazott technika valószínűleg nem éri el ezt a mennyiséget.
Bowen nem dokumentálta technikáját, így halála utáni gyakorlata munkájának egyik vagy másik eltérő értelmezését követte. Csak néhány évvel halála után jött létre a „Bowen-technika” kifejezés. A technika számos más néven szerepel, köztük Smart Bowen (Okos Bowen), Fascial Kinetics (In kinetika), Integrated Bowen Therapy (Integrált Bowen Terápia). A technikát népszerűsítette az a hat férfi, akik megfigyelték őt a munkahelyén, köztük Oswald Rentsch csontkovács, akinek értelmezése domináns, de nem vitathatatlan formává vált. Ennek a technikának a megtanulása 120 órás oktatást igényel.

## Kezelt struktúrák
- izmok
- inak
- szalagok
- fascia
- idegek
- valamint a fentiekhez kapcsolódó kötőszöveti struktúrák

## Működése
A kötőszöveti manipulációk a testben ingereket gerjesztve stimulálják a szervezet egészét, melynek folyományaként, a szervezet, a stimulusra adott válaszreakcióját integrálja. A fasciákban keletkezett letapadások, keményedések igen jól oldódnak, az izmok ellazulnak, ezzel helyreállítva a kötőszöveti, és ezáltal minden egyéb struktúra áteresztőképességét, átjárhatóságát. Ez az idegrendszeri- és anyagcsere-folyamatok, valamint nyirokkeringés optimalizálódásához vezet, melynek keretében a funkcionalitást zavaró káros anyagok, illetve méreganyagok kiválasztódnak és kiürülnek a szervezetből. Egy új neuromuszkuláris minta jön létre.

## Alkalmazás és vezérelv
A Bowen-technika lényege a szervezet öngyógyító képességének helyreállítása. Nem masszázs, és nem is a hagyományos értelemben vett természetgyógyászat. Nem a betegségekre fókuszál, hanem az egész emberre.
A kezelés a test meghatározott pontjain történő, precízen elvégzett izom-, ín- és kötőszöveti fogások sorozatából áll. Ezt el lehet végezni a bőrön vagy könnyű ruházaton keresztül is.

## Néhány alkalmazási terület
- ízületek (váll, csípő, derék, keresztcsont)
- izmok (sima, rekesz, mély)
- fejfájás, migrén, asztma, szénanátha, allergia
- fül, látás
- gyomor-, emésztés-, bélpanaszok
- epe, máj
- vese, húgyhólyag, húgyvezeték, vizelettartási gondok, ágybavizelés
- ödémák, nyirokrendszer keringési zavarai
- nőgyógyászati panaszok, menstruációs problémák
- meddőség
- prosztatagondok
- mellpanaszok, ciszták, tejelválasztás
- gerincfájdalmak
- immunrendszer

## Hatékonyság
2015-ben az ausztrál kormány Egészségügyi Minisztériuma közzétette az alternatív terápiák felülvizsgálatának eredményeit, amelyek arra törekedtek, hogy megállapítsák, alkalmasak-e valamilyen egészségbiztosításra; A Bowen-technika egyike volt a 17 vizsgált terápiának, amelyek esetében nem találtak egyértelmű bizonyítékot a hatékonyságra.